# Kristina Lange
Kristina Lange is een Duits tibetoloog en schrijver.
Kristina Lange studeerde van 1957 tot 1962 zowel aan de Karl-Marx-Universität Leipzig als de Humboldt-Universiteit Berlijn, in tibetologie, sinologie en Indiakunde. Ze slaagde in 1962 met een proefschrift over Tibetaanse geneeskunde in Leipzig en behaalde haar doctorsgraad in Berlijn in tibetologie in 1974, met de dissertatie Die Werke des Regenten Saṅs rgyas rgya mc'o (1653 - 1705) : Eine philologisch-historische Studie zum tibetischsprachigen Schrifttum. Het schrift behandelt de regent in Tibet tijdens en na de vijfde dalai lama Ngawang Lobsang Gyatso, Sanggye Gyatso, die de School voor Geneeskunst en Astrologie oprichtte in 1694.
Van 1960 tot 1973 werkte ze als onderzoeksassistent aan het museum voor Volkenkunde in Leipzig en onderwees Tibetaans aan de Karl-Marx-Universität. In oktober 1973 werd ze wetenschappelijk hoofdassistent aan de Humboldt-Universiteit, dat ze tot haar pensioen zou blijven. In 1969 publiceerde Lange een onderzoek over de reïncarnaties van de dalai lama's, inclusief een lijst van reïncarnaties die voorafgingen aan de eerste dalai lama, Gendün Drub.
Vanwege het Koude Oorlog werkte ze voornamelijk samen met wetenschappers uit de communistische landen en deed onder andere onderzoekswerk in onder meer Ulaanbaatar, Oelan-Oede, Moskou, Sint-Petersburg. In 1993 werkte ze in Lhasa voor en maakte voor de Tibetaanse Academie voor Sociaalwetenschappen lesmateriaal in het Tibetaans.